# Винклер, Ганс
Ганс Винклер (нем. Hans Karl Albert Winkler, 23 апреля 1877 — 22 ноября 1945) — немецкий биолог, профессор ботаники.
Профессор ботаники Гамбургского университета (Гамбург, Германия), директор университетского института ботаники. В 1916 году ввёл термин «гетероплоидия», а в 1920 году — термин «геном» для гаплоидного набора хромосом. Винклер также работал в Неапольском университете, (Неаполь, Италия), где он исследовал физиологию водорослей Бриопсидеи.

## Работы
- Verbreitung und Ursache der Parthenogenesis im Pflanzen — und Tierreiche (Verlag Fischer, Jena)
- Über Parthenogenesis und Apogamie im Pflanzenreich In: Prog. Rei. Bot. 4/1908, S. 293—454